# Convair B-58 Hustler

Проєкції B-58A

Конвер B-58 «Га́стлер» (англ. Convair B-58 Hustler) — перший у світі надзвуковий стратегічний бомбардувальник, був на озброєнні ВПС США в 1960-их роках. На момент свого створення за максимальною швидкістю (M=2) не поступався найшвидшим винищувачам. Через ряд недоліків експлуатація В-58 була недовгою, проте літак зайняв помітне місце в історії бомбардувальної авіації. Виробник — компанія Convair, серійний випуск склав 116 літаків.

## Характеристики
- Максимальна швидкість: 2124 км/год
- Крейсерська швидкість: 1007 км/год

## Галерея

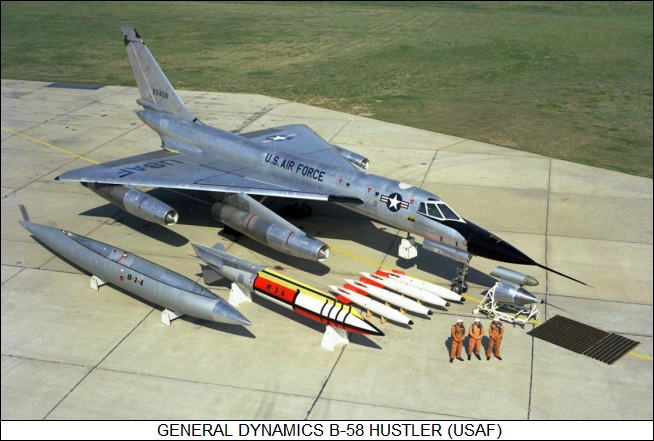
На аеродромі
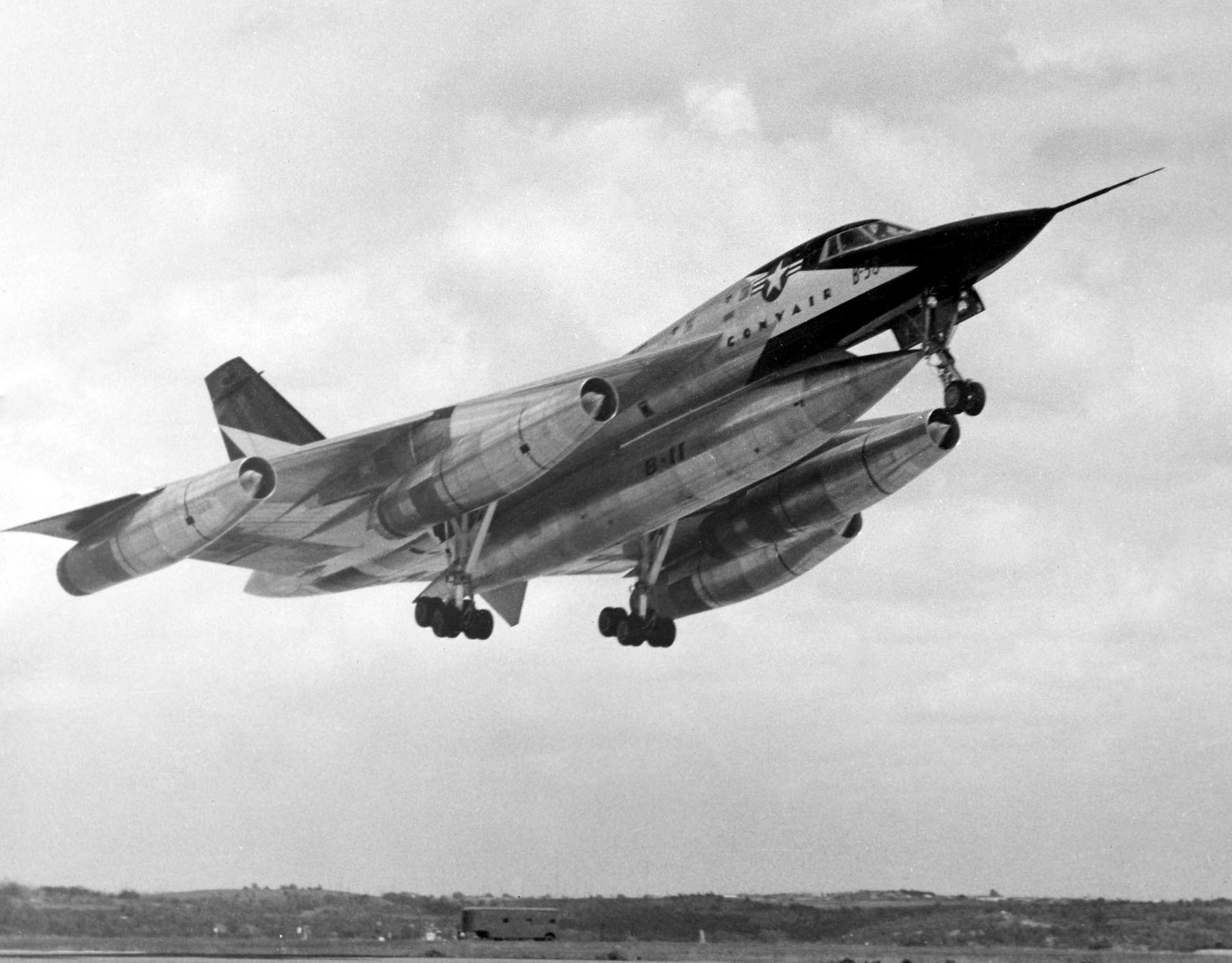
Під час злету

## Відео
- Convair B-58 Hustler Air Force Bomber Jet From The 1960s [Архівовано 29 липня 2014 у Wayback Machine.] military.com